# Hugues-Bernard Maret

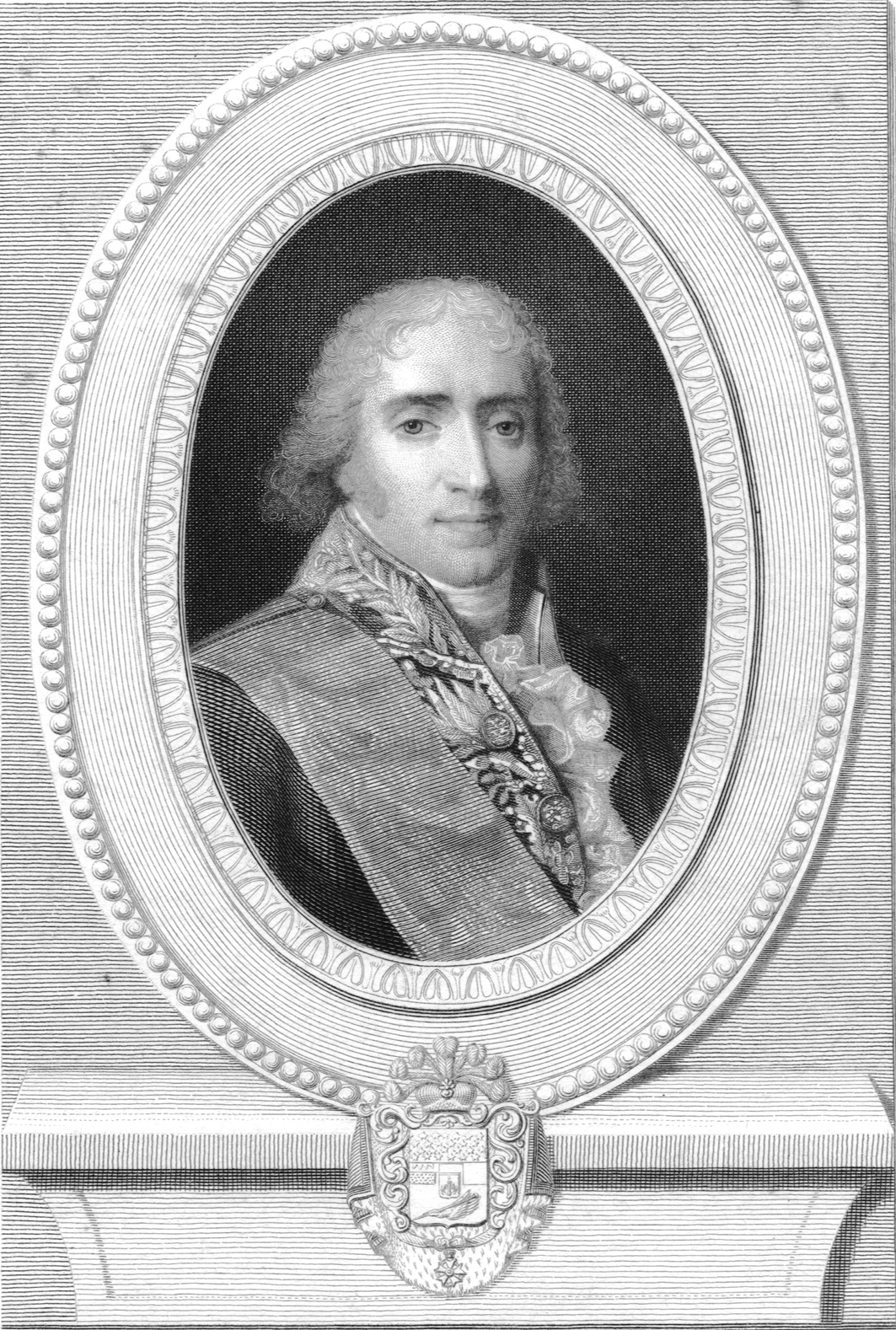
Hugues-Bernard Maret

Hugues-Bernard Maret, hertog van Bassano, (Dijon, 22 juli 1763 - Parijs, 13 mei 1839) was een Frans politicus en diplomaat, vertrouweling van Napoleon.

## Levensloop
Zoon van de arts Hugues Maret, in een familie die al enkele generaties in Dijon gevestigd was, promoveerde Maret tot doctor in de rechten, en vestigde zich als advocaat, eerst in Dijon, vervolgens in Parijs.
Hij leefde sterk mee met de revolutie van 1789. Hij volgde stipt de debatten in de Assemblée constituante van 1789 en samen met advocaat Étienne Mejan publiceerde hij een Bulletin de l'Assemblée of Beknopt Verslag. Hij was ook medeoprichter van de jacobijnse club die de naam droeg van Club des Feuillants. Hij vond een beschermheer in de toenmalige minister van Buitenlandse Zaken Pierre Lebrun-Tondu, die hem op zending stuurde naar Londen. In juli 1793 werd hij benoemd tot ambassadeur in Napels.
Op weg naar Napels werd hij gearresteerd tijdens de tocht over de Alpen en tot in 1795 hielden de Oostenrijkers hem gevangen. Hij werd toen uitgewisseld tegen Marie-Thérèse de France (1778-1851), dochter van Lodewijk XVI. In 1796 behoorde hij in Rijsel tot de onderhandelaars met Groot-Brittannië, maar werd toen op een zijspoor gezet, waar hij bleef tot na de terugkeer van Bonaparte.
In 1801 trouwde hij met Marie Madeleine Lejeas (1780-1827), dochter van de burgemeester van Dijon, Martin Lejéas-Carpentier. Ze kregen vijf kinderen, van wie de oudste, Napoléon Maret de Bassano, grootkamerheer werd van Napoleon III.
Maret werd de bijna permanente naaste dienaar van Bonaparte, vanaf het Consulaat, als staatssecretaris van 1799 tot 1804, als minister-staatssecretaris van 1809 tot 1811, als minister van Buitenlandse Zaken van 1811 tot 1813 en daarna opnieuw (ook tijdens de Honderd Dagen) als minister-staatssecretaris.
In mei 1809 verhief de keizer hem in de keizerlijke adel met de titel van comte de l'Empire en gaf hem twee maanden later de titel van duc de l'Empire als hertog van Bassano.
Tijdens de Honderd Dagen benoemde Napoleon hem tot Pair de France, wat hem uiteraard ongewenst maakte onder de Restauratie van het koninkrijk. Vanaf 1829 kreeg hij weer genade en in 1831 werd hij opnieuw tot Pair de France benoemd. In 1834 was hij enkele dagen eerste minister.
Zijn slaafse aanhankelijkheid ten overstaan van Napoleon viel niet bij iedereen in de smaak. Talleyrand zei over hem: "Er is maar één persoon nog dommer dan mijnheer Maret en dat is de hertog van Bassano."
In 1803 werd hij verkozen tot lid van de Academie française en in 1816 werd hij uitgesloten. Vanaf 1829 kwam hij in aanmerking voor herverkiezing maar hij weigerde zich opnieuw kandidaat te stellen. In 1832 werd hij verkozen tot lid van de pas geherinstalleerde Académie des sciences morales et politiques.

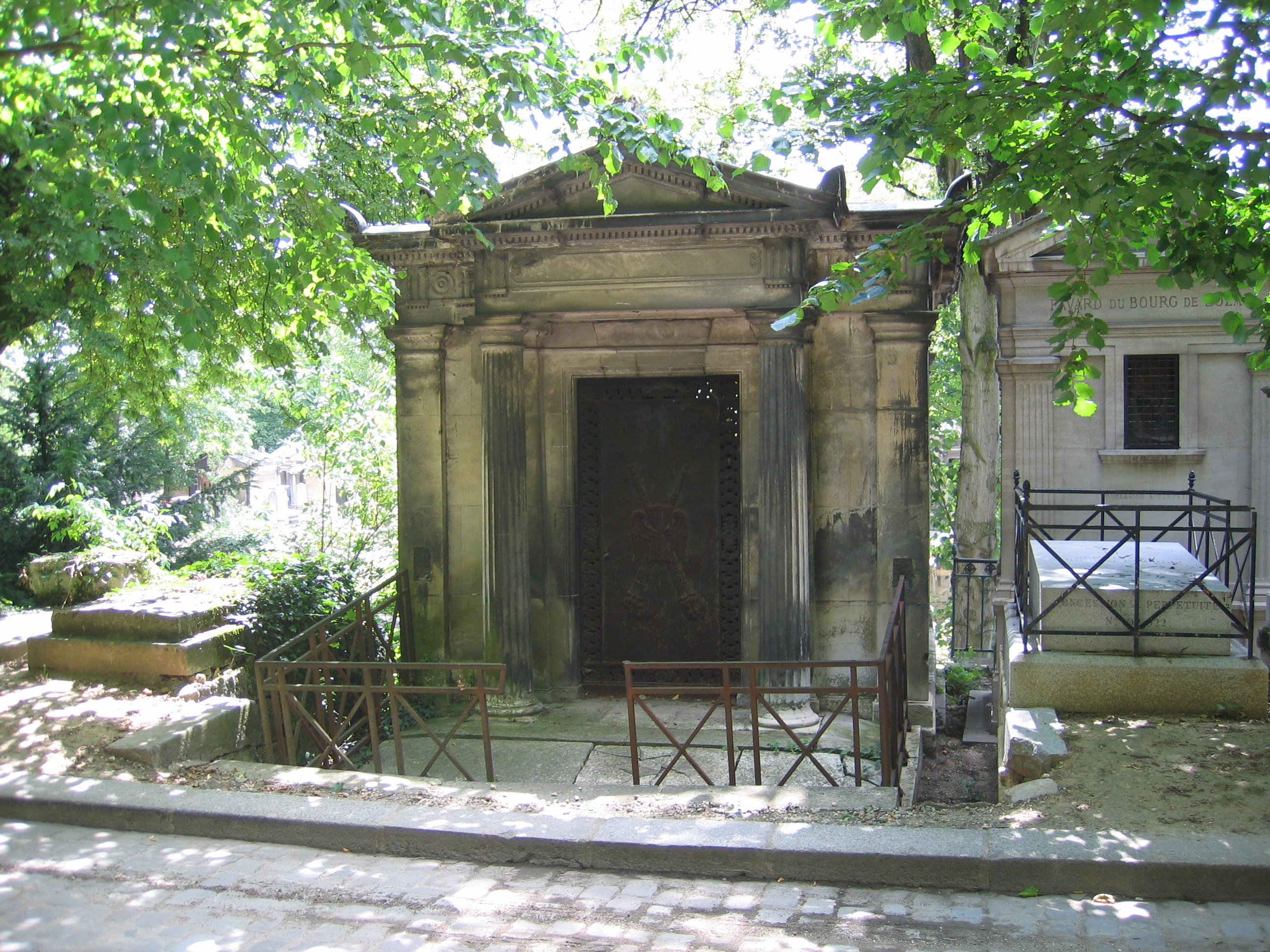
Grafmonument hertog en hertogin de Bassano op Père-Lachaise, Parijs

## Genealogie
Hugues-Bernard x Marie Madeleine Lejéas (26 maart 1780 - 21 maart 1827)
- Napoléon Maret de Bassano (1803-1898), diplomaat en senator x Pauline van der Linden d'Hooghvorst (1814-1867), hofdame
  - Marie-Louise Maret de Bassano x Edmond van der Linden d'Hooghvorst, volksvertegenwoordiger
- Eugène, graaf de Bassano
- Marie (1810-1845)
- Hortense Eugénie (1812-1882)

## Functies
- Staatssecretaris (1799-1804, consulaat),
- Minister-staatssecretaris (1804-1811),
- Minister van Buitenlandse zaken (1811-1813),
- Minister-staatssecretaris (1813-1814) en tijdens de Honderd Dagen,
- Eerste minister (10 tot 18 november 1834),
- Pair de France, juni-november 1815 en 1831-1839.

## Portretten

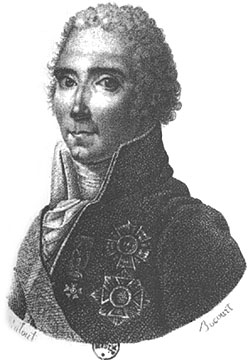
Hugues-Bernard Maret
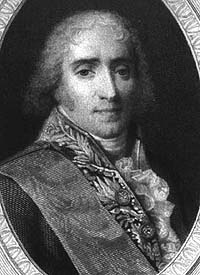
Hugues-Bernard Maret
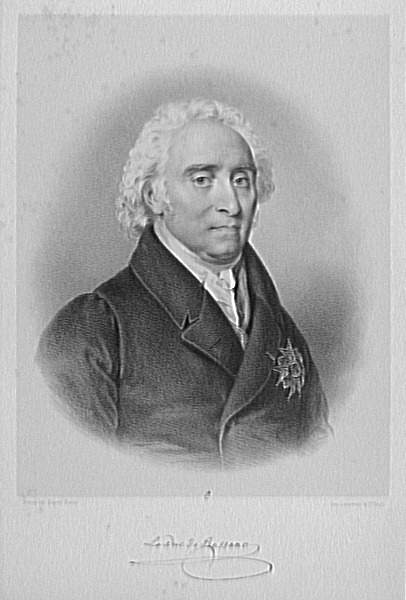
Hugues-Bernard Maret, hertog de Bassano (Achille Devéria (1800-1857)